# Kladrubská kotlina
Kladrubská kotlina je geomorfologický okrsek ve jihozápadní části Pardubické kotliny, ležící v okrese Pardubice v Pardubickém kraji a v okrese Kolín ve Středočeském kraji.

## Poloha a sídla

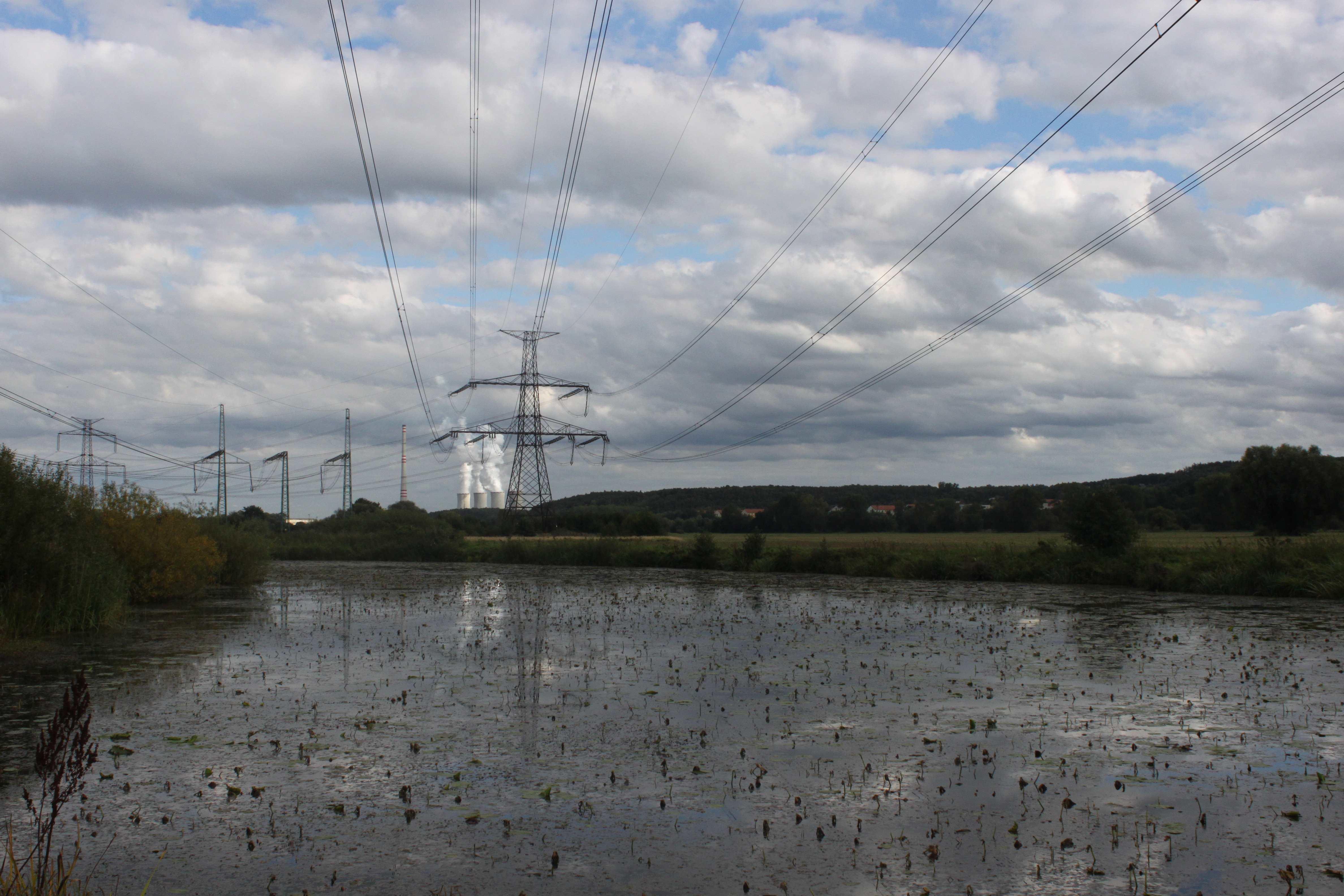
PR Týnecké mokřiny

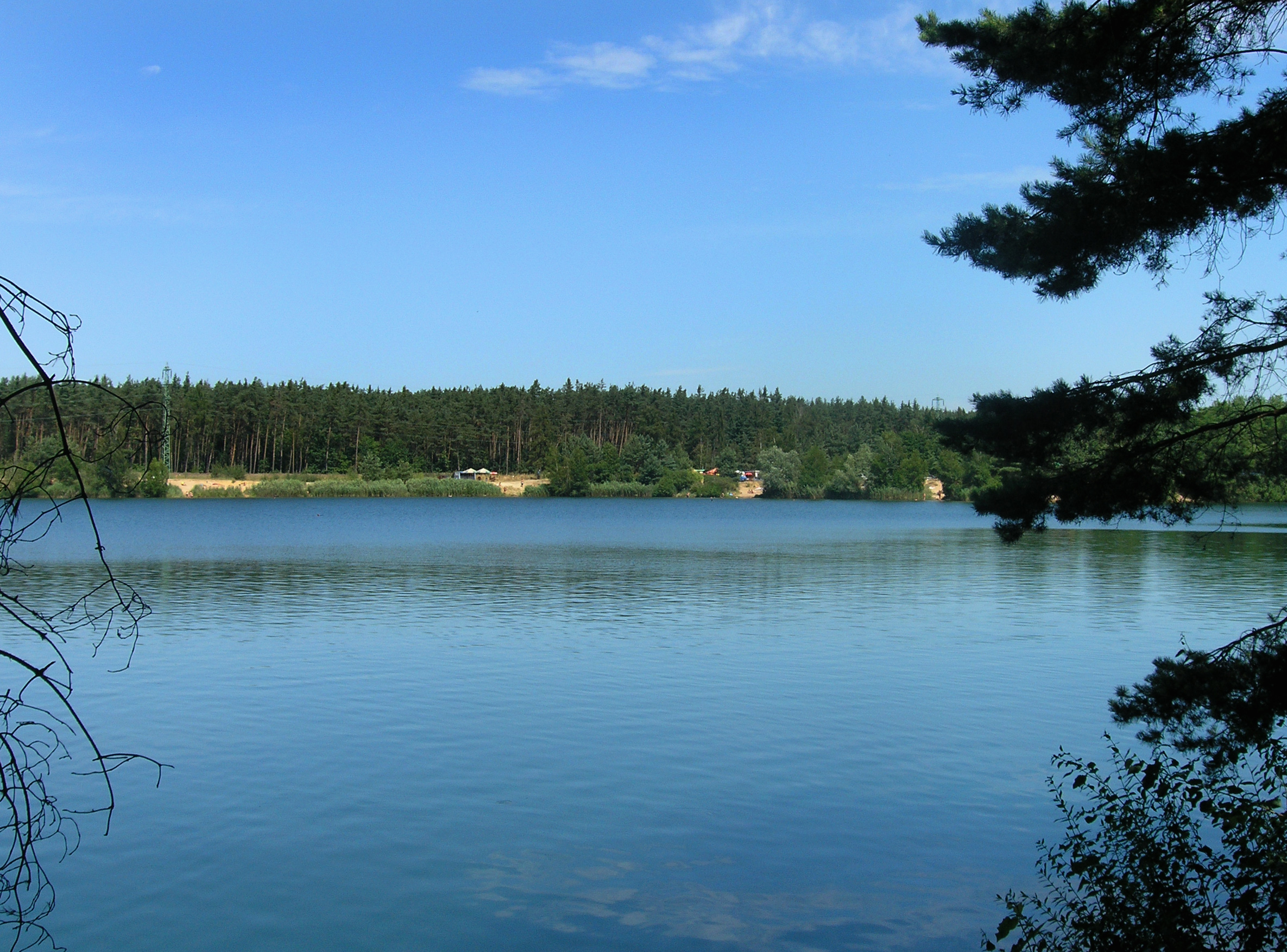
Zatopená pískovna v Mělicích

Území okrsku se nachází zhruba mezi sídly Přepychy (na severu), Vlčí Habřina (na severovýchodě), Živanice (na východě), Krakovany (na západě), Tetov (na severozápadě) a nivou Labe (na jihu). Uvnitř okrsku leží titulní obec Kladruby nad Labem, dále větší obce Břehy a Semín.

## Geomorfologické členění
Okrsek Kladrubská kotlina (dle značení Jaromíra Demka VIC–1C–3) náleží do celku Východolabská tabule a podcelku Pardubická kotlina.
Podrobnější členění Balatky a Kalvody okrsek Kladrubská kotlina nezná, uvádí pouze pět jiných okrsků Pardubické kotliny (Královéhradecká kotlina, Kunětická kotlina, Přeloučská kotlina, Dašická kotlina a Holická tabule).
Kotlina sousedí s dalšími okrsky Východolabské tabule: Kunětická kotlina na východě, Východolabská niva na jihu, Urbanická brána na severu, Dobřenická plošina na severovýchodě a Krakovanská tabule na severozápadě. Dále sousedí s celkem Železné hory na západě.

## Významné vrcholy
Nejvyšším bodem Kladrubské kotliny je Lhotka (225 m n. m.)